# Joe Meli
Joseph „Joe” Meli (ur. 20 marca 1956 w Lethbridge) – kanadyjski judoka. Trzykrotny olimpijczyk. Zajął 30. miejsce w Montrealu 1976; piąte w Los Angeles 1984 i dwunaste w Seulu 1988. Walczył w wadze półciężkiej.
Uczestnik mistrzostw świata w 1981, 1985 i 1987. Wicemistrz igrzysk panamerykańskich w 1987 i trzeci w 1979. Złoty medalista mistrzostw panamerykańskich w 1980 i srebrny w 1982 i 1985. Drugi na Igrzyskach Wspólnoty Narodów w 1986 (była to dyscyplina pokazowa). Jedenastokrotny medalista mistrzostw Kanady w latach 1976-1988.

## Letnie Igrzyska Olimpijskie 1976
| Konkurencja | Eliminacje              | Klas. końcowa |
| Konkurencja | Przeciwnik I            | Miejsce       |
| ----------- | ----------------------- | ------------- |
| 93 kg       | Arthur Schnabel (FRG) P | 30.           |

## Letnie Igrzyska Olimpijskie 1984
| Konkurencja | Eliminacje           | Repasaże           | Repasaże              | Finały                     | Klas. końcowa |
| Konkurencja | Przeciwnik I         | Przeciwnik II      | Przeciwnik I          | o 3 miejsce                | Miejsce       |
| ----------- | -------------------- | ------------------ | --------------------- | -------------------------- | ------------- |
| 95 kg       | Ha Hyung-joo (KOR) P | John Adams (DOM) Z | Densign White (GBR) Z | Günther Neureuther (FRG) P | 5.            |

## Letnie Igrzyska Olimpijskie 1988
| Konkurencja | Eliminacje        | Klas. końcowa |
| Konkurencja | Przeciwnik I      | Miejsce       |
| ----------- | ----------------- | ------------- |
| 95 kg       | Juri Fazi (ITA) P | 12.           |